# 国際連合安全保障理事会決議2720
国際連合安全保障理事会決議2720（こくさいれんごうあんぜんほしょうりじかいけつぎ2720、英: United Nations Security Council Resolution 2720）は、2023年12月22日に国際連合安全保障理事会で採択された決議である。
安保理は2023年パレスチナ・イスラエル戦争において、燃料、食糧、医薬品の供給を含めてガザ地区の人道危機への支援を拡大し、ケレム・シャローム検問所など、すべての国境検問所を人道支援のために開放するように求め、ガザ地区の上級人道復興調整官の任命を提案した。
賛成13、反対0で採択。ロシア、アメリカ合衆国が棄権した。

## 背景
ガザ地区では、イスラエルが開戦後に完全封鎖したため、人道危機に直面し、燃料、食糧、医療、水、必須医薬品の不足が深刻化している。封鎖により、利用可能な電力が90%低下し、病院の電力供給や下水処理場が影響を受け、飲料水を供給するための海水淡水化プラントが閉鎖された。
イスラエル軍の空爆により、ガザ地区のインフラが壊滅的な被害を受け、さらに人道危機が深刻化した。ガザ保健省は開戦から1ヶ月で4,000人以上の子どもが亡くなったと報じた。国際連合事務総長アントニオ・グテーレスは、子どもの墓場になったと述べた。

## 採決
- 太字は常任理事国

| 賛成 (13) | 棄権 (2)                  | 反対 (0) |
| --- | ------------------------- | -------- |
| - アルバニア - ブラジル - 中国 - エクアドル - フランス - ガボン - ガーナ - 日本 - マルタ - モザンビーク - スイス - アラブ首長国連邦 - イギリス | - ロシア - アメリカ合衆国 |          |